# Castrejón de Trabancos
Castrejón de Trabancos ist eine Ortschaft in der autonomen Gemeinschaft Kastilien und León in Spanien. Sie gehört der Provinz Valladolid an. 2024 hatte die Gemeinde 176 Einwohner.

## Lage
Castrejón de Trabancos liegt 63 Kilometer südwestlich von Valladolid. Durch den Ort fließt der Río Trabancos.

## Bevölkerungsentwicklung
| Jahr      | 1991 | 1996 | 2001 | 2004 | 2014 |
| Einwohner | 285  | 277  | 250  | 194  | 194  |